# Kaple svaté Anny (Frýdlant)
Kaple svaté Anny ve Frýdlant je renesanční sakrální prostora na zámku Frýdlant.

## Historie
Když došlo k renesanční proměně frýdlantského hradu, byla celá přestavba završena mezi lety 1598-1602 výstavbou kaple navazující z jihu na dolní zámek. Stavbu kaple inicioval Melchior z Redernu se svojí ženou Kateřinou, rozenou Šlikovou. Podílel se na ní Marco Spazzio z Lancia spolu s polírem Antoniem. Kaple byla vyzdobena pod vedením Ambrosia Fritsche a Bartolomea Sprangera. Původní ráz kaple pozměnily novorenesanční úpravy celého zámku prováděné v 80. letech 19. století.

## Architektura
Stavbu limitovalo starší opevnění, které předurčilo její nepravidelnou kompozici, kdy se mohla volně rozvinout pouze západním směrem. Kaple převyšuje zámek o jedno patro.
Jedná se o tříapsidový prostor. Půdorys kaple tvoří rovnoramenný řecký kříž s ústředním prostorem centrálního čtverce nad křížením příčných ramen. Kvůli terénu se až volné patro objektu jeví jako řecký kříž se třemi půlkruhově uzavřenými rameny a čtvrtým pravoúhlým. Na západní straně vyplnily prázdný prostor mezi rameny schodišťové přístavky. Sedlové zvalbené střechy jako krytinu používají břidlici. Střechu zdobí kovaná korunu. Architektura kaple vycházela ze severoněmecké renesance, která si zachovala některé gotické prvky, jako jsou vysoká okna s kružbou ukončená lomeným obloukem.
Klenby kaple jsou hvězdicové se štukovými žebry. Kruchta a oratoř je podklenuta lunetovou klenbou. V oknech jsou jednoduché kružby. Pod střední apsidou je prostor kruhového půdorysu, původně soukromá kaple, dnes sklep. Vnitřek zámecké kaple byl upraven v roce 1781 a vyzdoben ornamentálními a figurálními sgrafity a temperovými malbami evangelistů od F. Dietricha z Drážďan. Horní hrad s kaplí je spojen podklenutým přechodem (prampouchem), který byl upraven v 19. století a v roce 1881 opatřen sgrafitem, které je podobné sgrafitu na kapli a chodbách dolního zámku.

## Vybavení
Hlavní oltář je dřevěný s tradiční renesanční vázanou sloupovou architekturou s dvěma dvojicemi kanelových korintských sloupů. Má vysokou predelu a nástavec s tympanonen. V predelle je reliéf Poslední večeře Páně a znaky Kateřiny z Redernů, rozené Šlikové. V retáblu je reliéf Ukřižování. V nástavci reliéf Kladení Krista do hrobu. Mezi sloupy jsou sochy sv. Jana Evangelisty a sv. Lukáše, nad architrávem sv. Matouše a sv. Marka. Dílo pochází od sochaře Ambrosia Fritsche a K. Guttbiera z Liberce z let 1609–1610. Boční oltář má barokní sloupovou architekturu a pochází z roku 1687. Je s hladkými korintskými sloupy a středovou nikou. V predelle bočního oltáře je ležící socha sv. Rozálie. Na podstavcích podstavcích sloupů se nacházejí erby Gallasů a Gaschin-Rosenbergů. Ve střední části byl obraz sv. Anny Samotřetí. Vedle sloupů na konzolách se nacházejí sochy sv. Šebestiána a sv. Rocha, v nástavci obraz Panny Marie Pomocné. Po stranách jsou sochy sv. Josefa a sv. Antonína Paduánského. Kazatelna je renesanční. Na jejím vysokém osmibokém korpusu se nacházejí deskové obrazy čtyř evangelistů. V kapli se nacházejí dvě pozdně gotické deskové malby sv. Erharda a sv. Burkarda. Nově také vystaveny liturgické předměty.

### Varhany
Písmák a učitel Václav Metelka se zmiňuje o starých varhanách, zřejmě pocházejících z dílny tauchmanů, a roku 1840 je označil za pamětihodné. Na světové výstavě konané roku 1873 ve Vídni byl zakoupen nástroj nový, jehož autorem je dílna bratří Walterů z Guhrau.
Dispozice varhan:
| I. manuál: |                  |      |
| 1.         | Geigen Principal | (8') |
| 2.         | Portunalfloete   | (8') |
| 3.         | Manualkoppel     |      |
| 4.         | Geigen Principal | (4') |
| 5.         | Violini          | (2') |

| II. manuál: |                 |      |
| 6.          | Floete          | (8') |
| 7.          | Flauto traverso | (4') |
| 8.          | Salicet         | (8') |

| Pedál: |             |       |
| 9.     | Subbaß      | (16') |
| 10.    | Pedalkoppel |       |